# Hobøls kommun
Hobøls kommun (norska: Hobøl kommune) var en kommun i Østfold fylke i sydöstra Norge. Kommunens centralort var Elvestad. 
Den 1 januari 2020 upphörde kommunen, då den slogs ihop med fyra andra kommuner till Indre Østfolds kommun.

## Tätorter
- Tomter
- Knapstad
- Ringvoll